# Proteste infolge des Todes von George Floyd

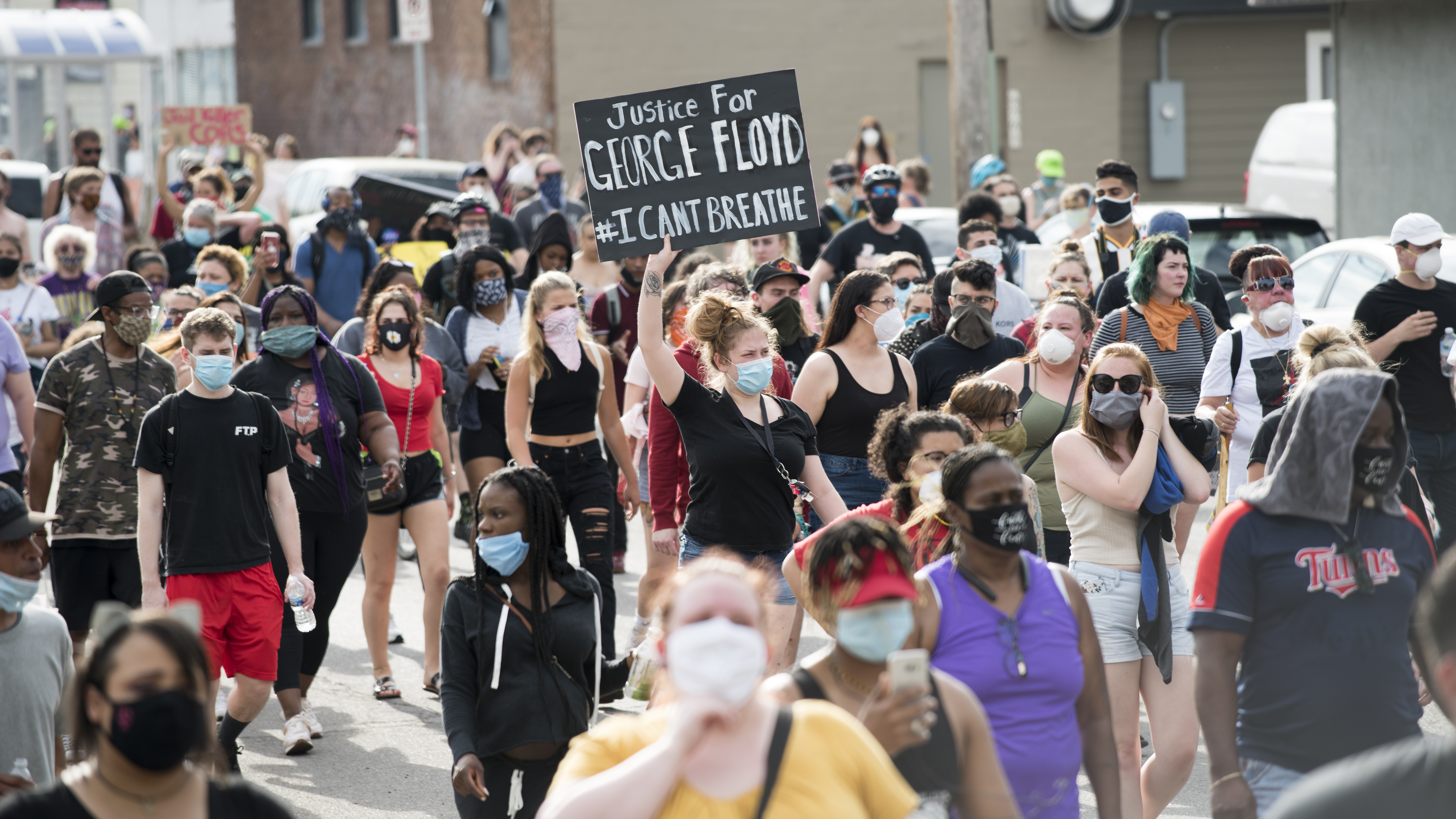
Demonstration in Minneapolis am 26. Mai 2020

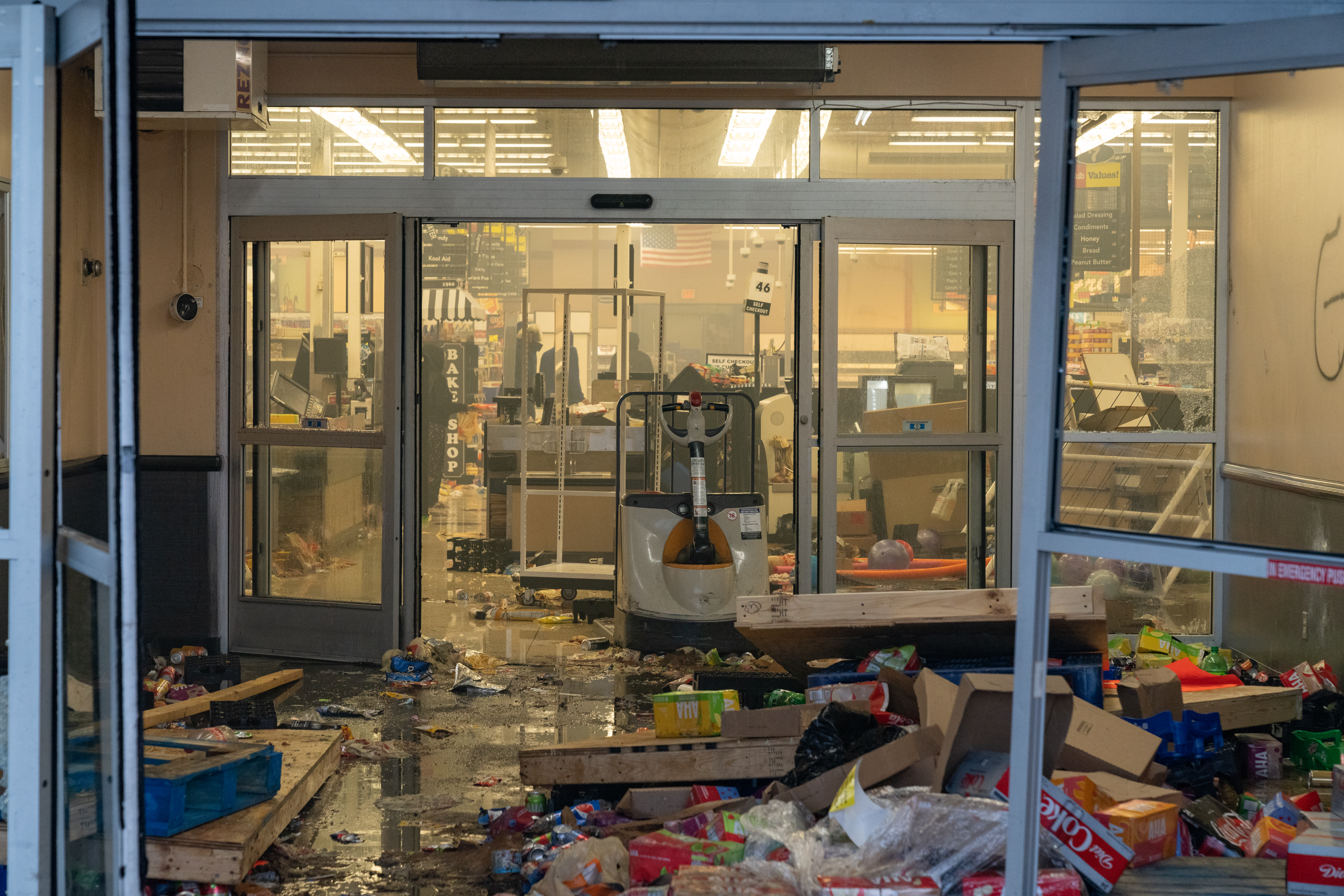
Ein geplünderter Supermarkt in Minneapolis, Ende Mai 2020

Die Proteste infolge des Todes von George Floyd wurden durch die Tötung des unbewaffneten Afroamerikaners George Floyd durch Polizisten im Laufe eines Polizeieinsatzes am 25. Mai 2020 in Minneapolis ausgelöst. Sie waren die schwersten Unruhen in den Vereinigten Staaten seit 1968, als der Sprecher der Bürgerrechtsbewegung Martin Luther King ermordet wurde. Die Proteste richteten sich gegen Polizeigewalt sowie strukturellen Rassismus und standen unter dem Motto „Black Lives Matter“. Sie erfassten alle größeren Städte der Vereinigten Staaten und fanden auch weltweit statt. In den Vereinigten Staaten wurden einige Proteste von gewalttätigen Unruhen begleitet, bei denen zahlreiche Geschäfte beschädigt, geplündert sowie in Brand gesetzt wurden. In Folge der Ausschreitungen wurde in 40 Städten eine Ausgangssperre verhängt und in 23 Bundesstaaten die Nationalgarde zur Unterstützung der Polizei eingesetzt. Während der Proteste kam es zu weiteren Fällen von Polizeigewalt, die als unverhältnismäßig kritisiert wurde, unter anderem gegen Journalisten. Über 20 Menschen starben (siehe unten). Amnesty International dokumentierte in einem Bericht „vielfache und schwere Menschenrechtsverletzungen“ der Polizei.

## Hintergrund

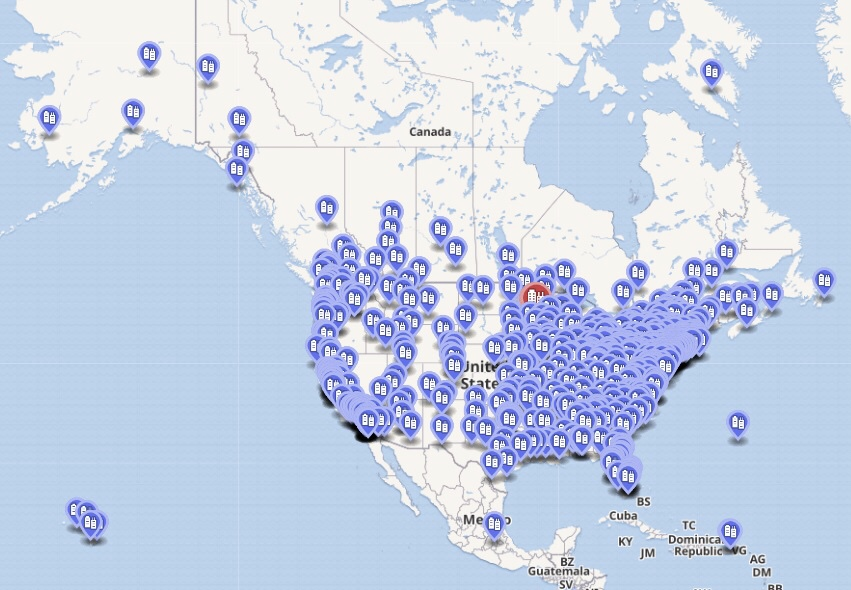
Proteste bis zum 8. Juni 2020

Anfang Juli 2020 kamen Untersuchungen zu dem Ergebnis, dass bei den mehr als 4.700 Demonstrationen seit dem 26. Mai etwa 15 bis 26 Millionen, mindestens aber 7 Millionen Demonstranten teilgenommen haben. Für den untersuchten Zeitraum entspricht das in etwa 140 Protesten pro Tag. In etwa 40 % aller Counties gab es Formen von Protest. Demnach überstiegen die Zahlen jene des Women’s March on Washington 2017 und es könnte sich um die bisher größten Proteste in der Geschichte der USA handeln. Zum Höhepunkt der Proteste am 6. Juni 2020 kamen an fast 550 Orten eine halbe Million Menschen zusammen. Die größten Demonstrationen fanden friedlich in Washington, D.C., Los Angeles, Houston sowie in den Bundesstaaten Illinois und New York statt. Auch zum Juneteenth, der immer am 19. Juni begannen wird, gab es nochmal an mehr als 250 Orten Veranstaltungen.
Proteste unter dem Motto Black Lives Matter gibt es bereits seit 2013 und die dahinter stehende Bewegung mit deren zahlreichen Organisatoren wird als ein Grund gesehen, dass es an so vielen Orten der USA Proteste infolge des Todes von George Floyd gab. Anders als bei den Protesten der Bürgerrechtsbewegung in den 1960er Jahren nahmen 2020 viele Weiße an den Protesten teil.

## Verlauf

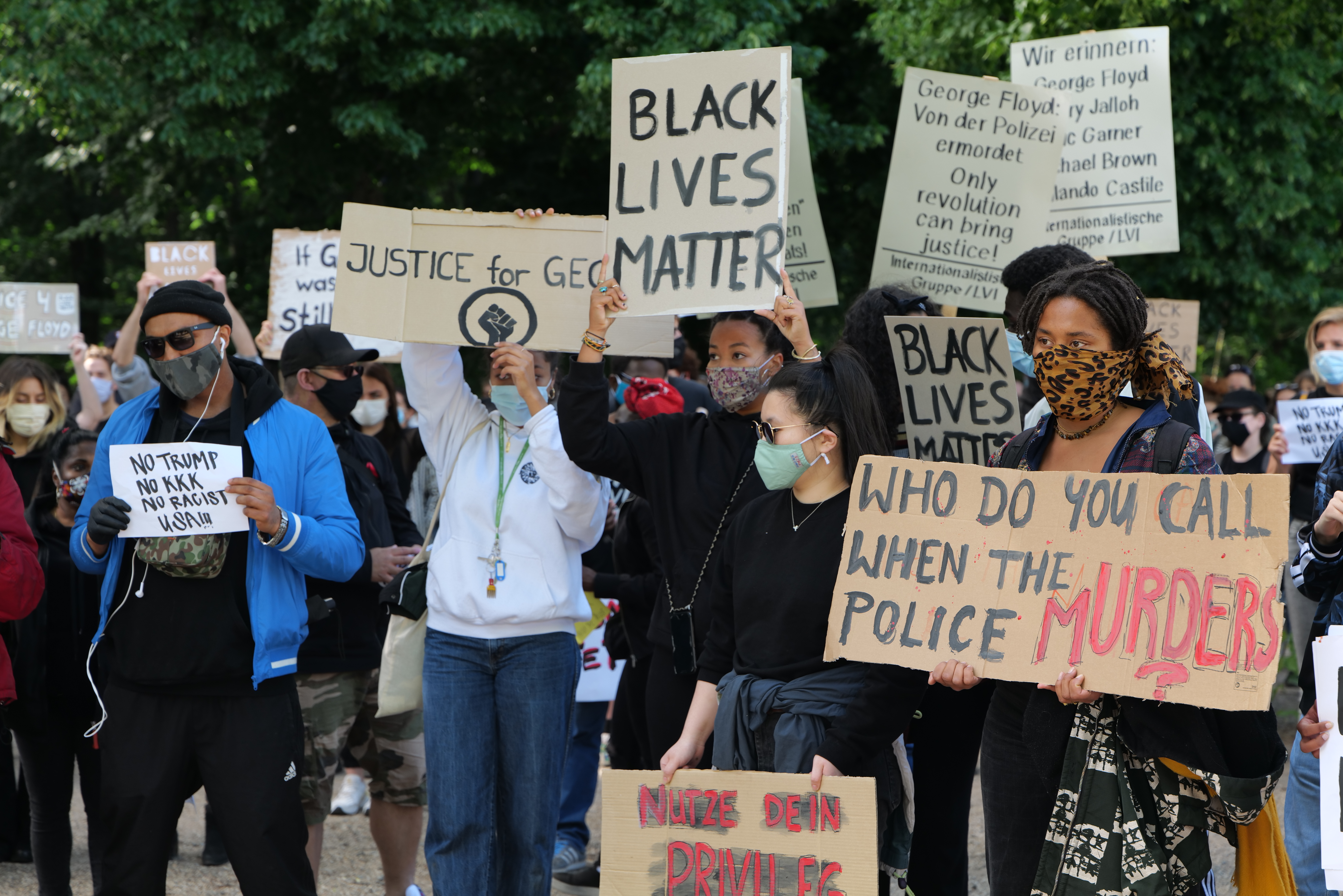
Kundgebung nach der Tötung von George Floyd gegen Rassismus und Polizeigewalt an der US-Botschaft in Berlin am 30. Mai 2020.

### 26.–29. Mai 2020

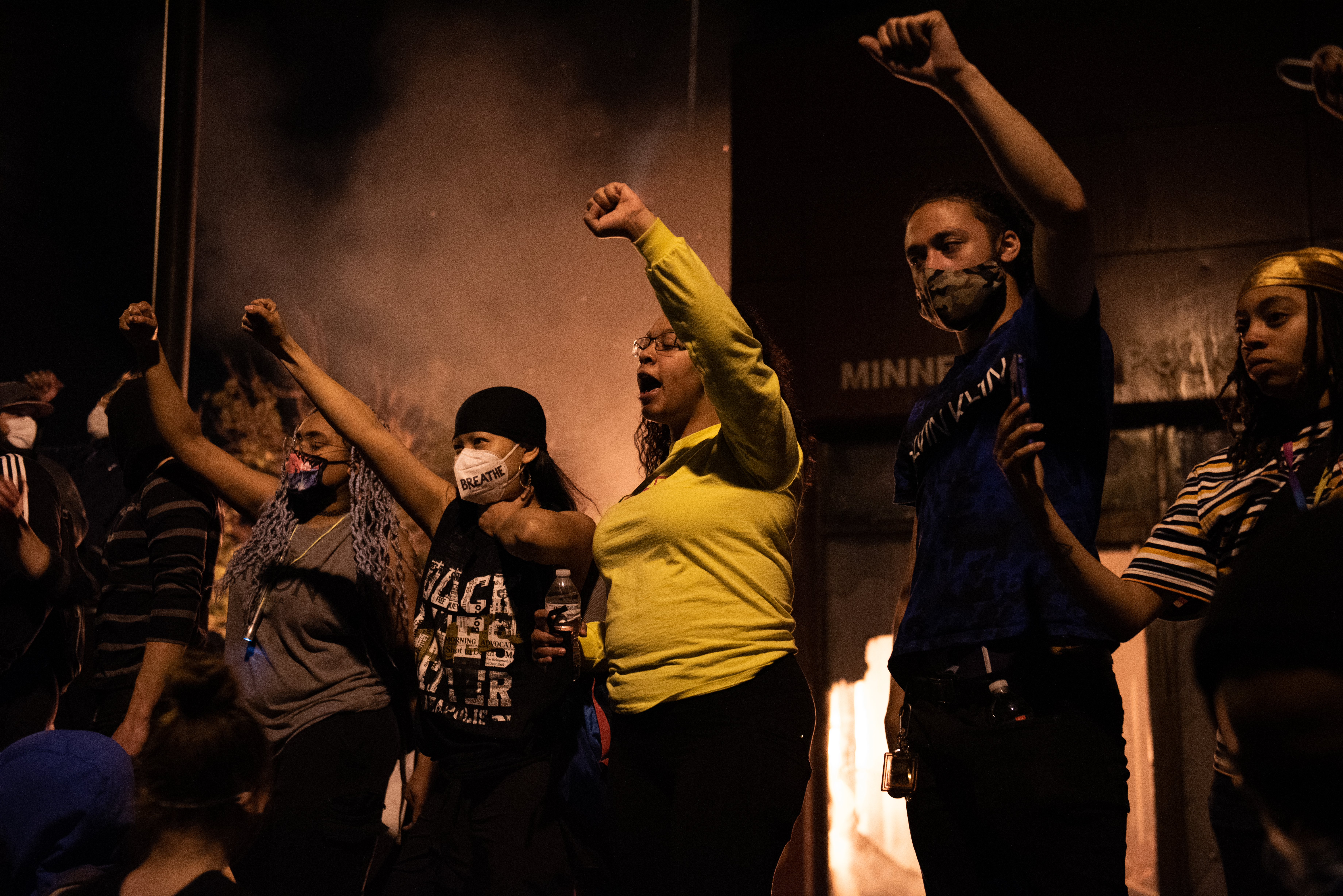
Demonstranten in Minneapolis am 28. Mai

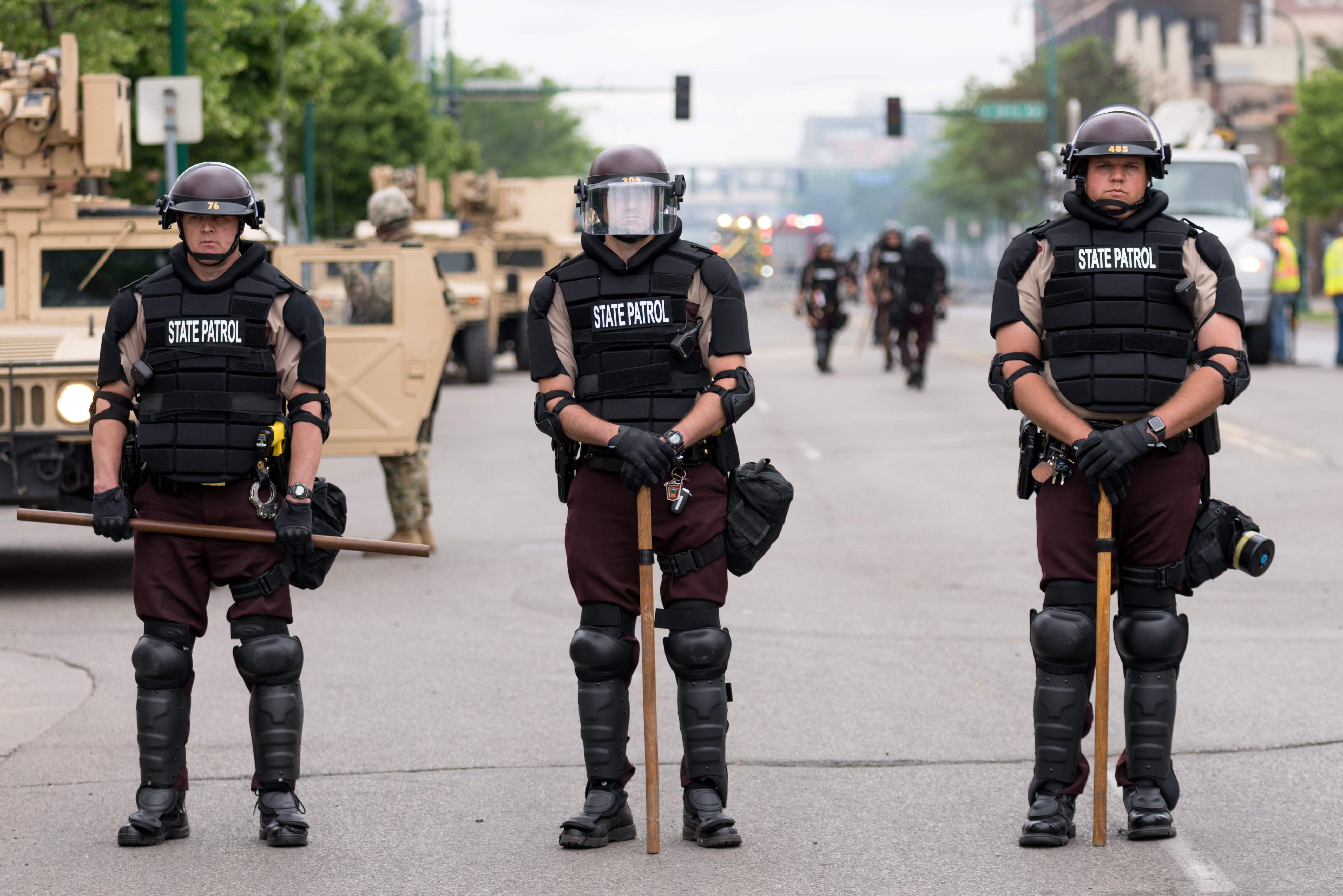
Bereitschaftspolizei der Minnesota State Patrol mit Humvees im Hintergrund

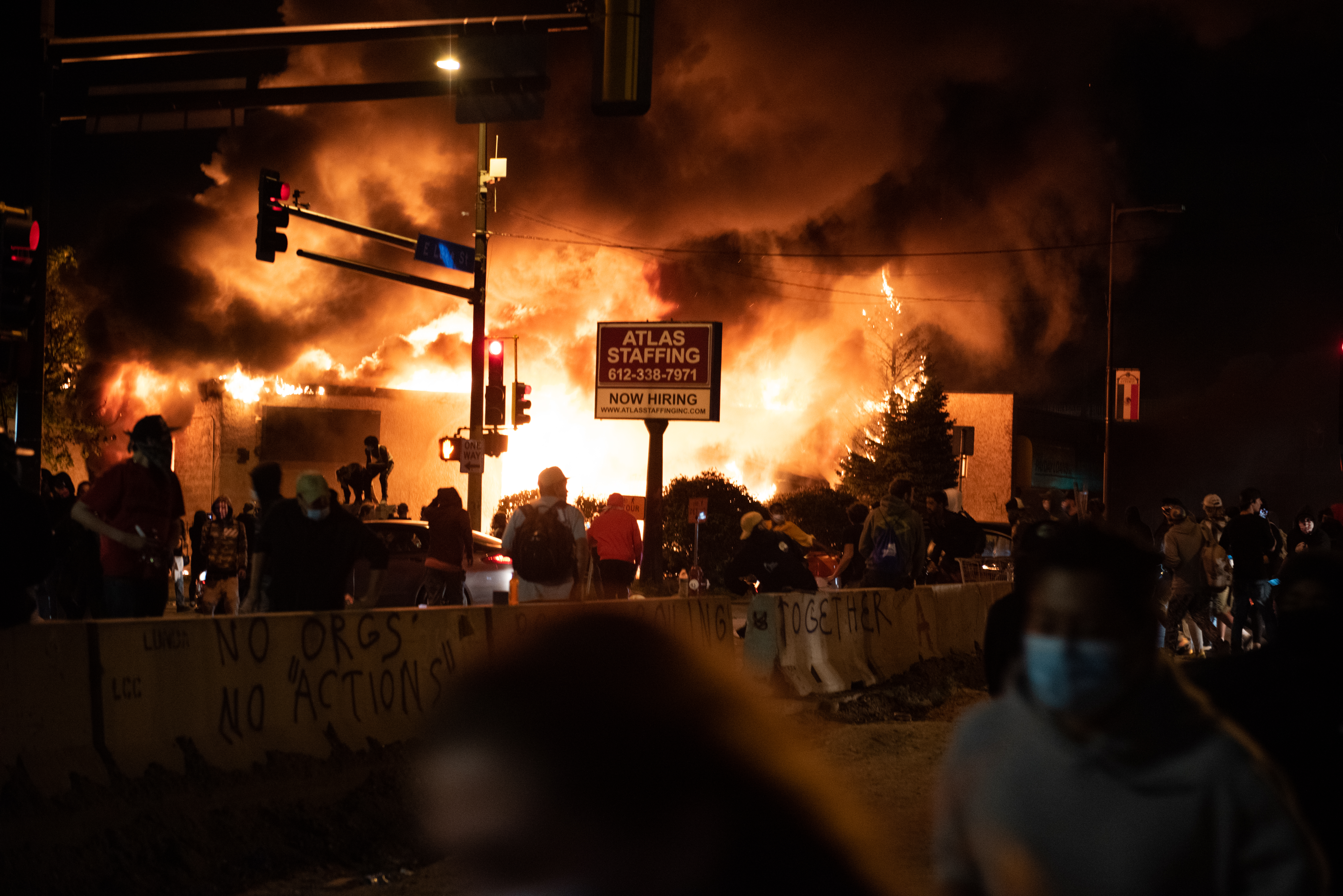
Ein brennendes Gebäude am 29. Mai in Minneapolis

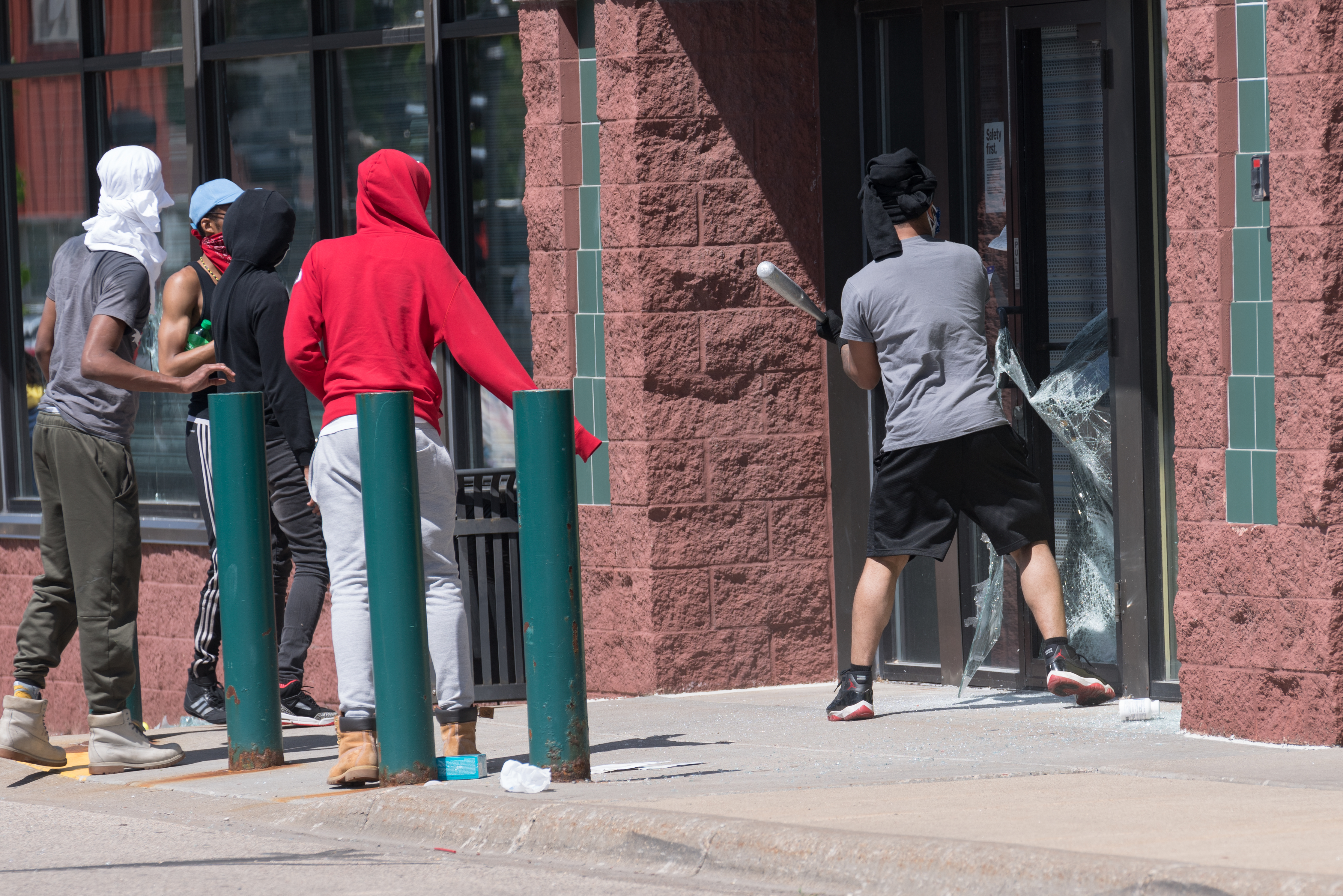
Plünderer brechen in Saint Paul, Minnesota, in ein Geschäft ein

Am 26. Mai 2020 kam es zu spontanen ausgedehnten Demonstrationen gegen Polizeigewalt in Minneapolis. Viele der Demonstranten trugen dabei Plakate mit der Aufschrift „I can't breathe!“ und skandierten Sprechchöre mit diesen Worten, die seit dem Tod Eric Garners im Jahr 2014 zu einer Art Parole gegen rassistisch motivierte Polizeigewalt geworden waren.
In den Tagen nach dem 26. Mai folgten in Minneapolis weitere Proteste, die im Süden der Stadt gewaltsame Formen annahmen. Kaufhäuser wurden geplündert und Gebäude in Brand gesetzt, darunter das Polizeirevier, in dem die vier entlassenen Polizisten arbeiteten. Daraufhin mobilisierte der Gouverneur des US-Bundesstaates Minnesota, Tim Walz, die Nationalgarde. Er erklärte am 28. Mai 2020 den Notstand für Minneapolis und umliegende Gebiete. Die Proteste, Demonstrationen und Ausschreitungen griffen unter anderem auch auf New York City, Denver, Chicago, Columbus und Oakland über. Mehrere Menschen kamen dabei ums Leben. Auch einzelne Mitglieder der staatsfeindlichen Boogaloo-Bewegung mischten sich unter die Demonstranten.

### 30. Mai 2020

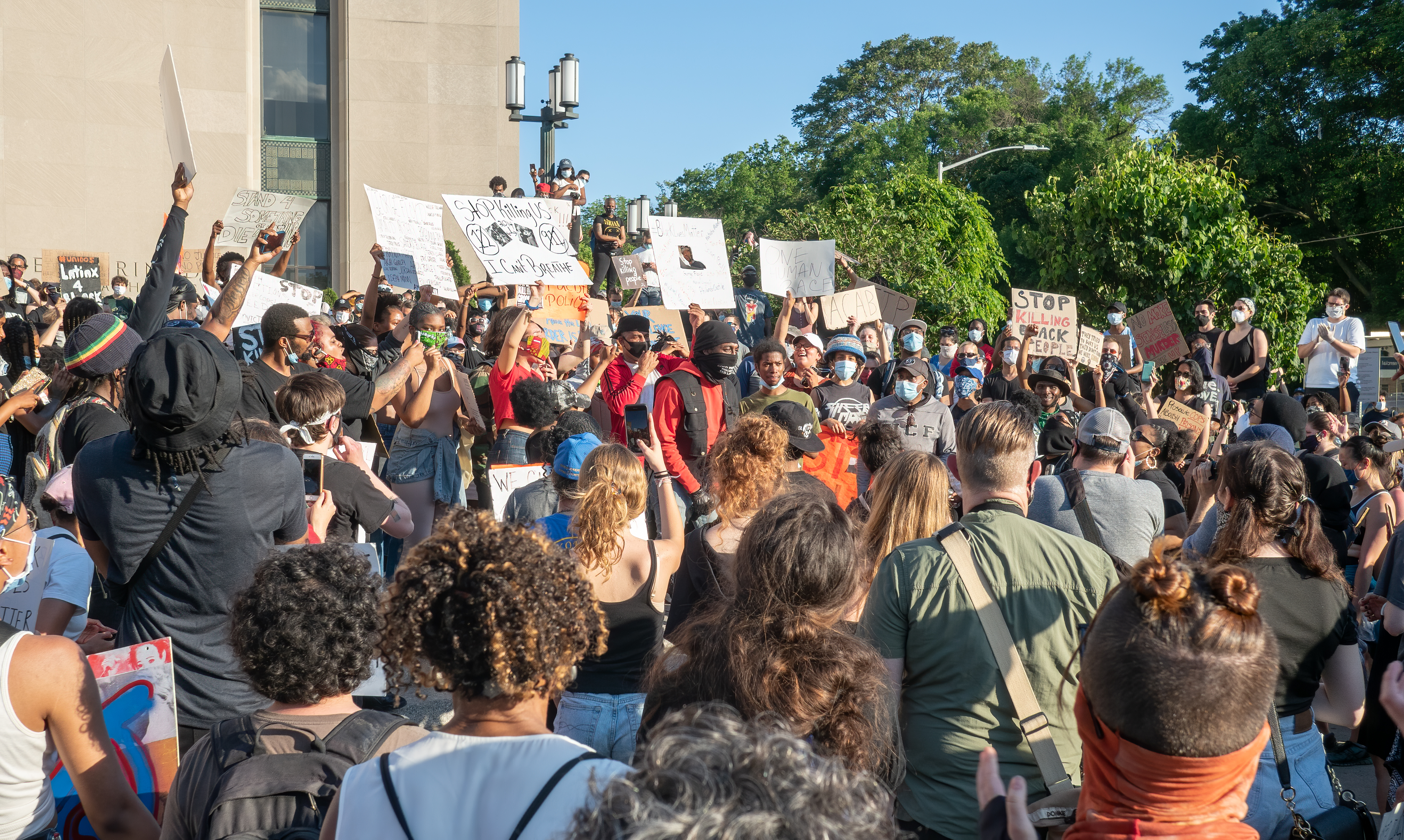
Demonstration am 30. Mai 2020 am Grand Army Plaza, New York

In Detroit wurde ein 21-jähriger Demonstrant im Stadtzentrum von Unbekannten erschossen. Das Detroit Police Department teilte mit, Unbekannte seien in einem Dodge Durango vorgefahren und hätten willkürlich in die Menschenmenge einer rechtmäßigen Demonstration geschossen. Dabei wurde der Mann getroffen und starb.

### 31. Mai 2020
Für die Nacht auf den 31. Mai wurden in 25 Städten, darunter in Nashville, Los Angeles, Chicago und Philadelphia, Ausgangssperren verhängt sowie in Washington, D.C. die Nationalgarde aktiviert. Die Proteste und Plünderungen von Geschäften wurden auch am 31. Mai in vielen Städten fortgesetzt. Es kam jedoch auch vor, dass sich Demonstranten vor Ladengeschäften postierten, um sie vor Plünderungen zu schützen. In Minneapolis fuhr ein Tanklastwagen in eine Menschenmenge. Menschen kamen offenbar nicht zu Schaden. In Seattle fuhr ein Autofahrer in die Demonstration und gab einen Schuss ab, durch den ein Teilnehmer verletzt wurde.
Es gab mehrere Berichte und Videos von teils exzessiven Gewaltausbrüchen und Straßenschlachten, bei denen mehrere Personen verletzt wurden. Präsident Trump befand sich für circa eine Stunde im Schutzbunker des Weißen Hauses.

### 1. Juni 2020

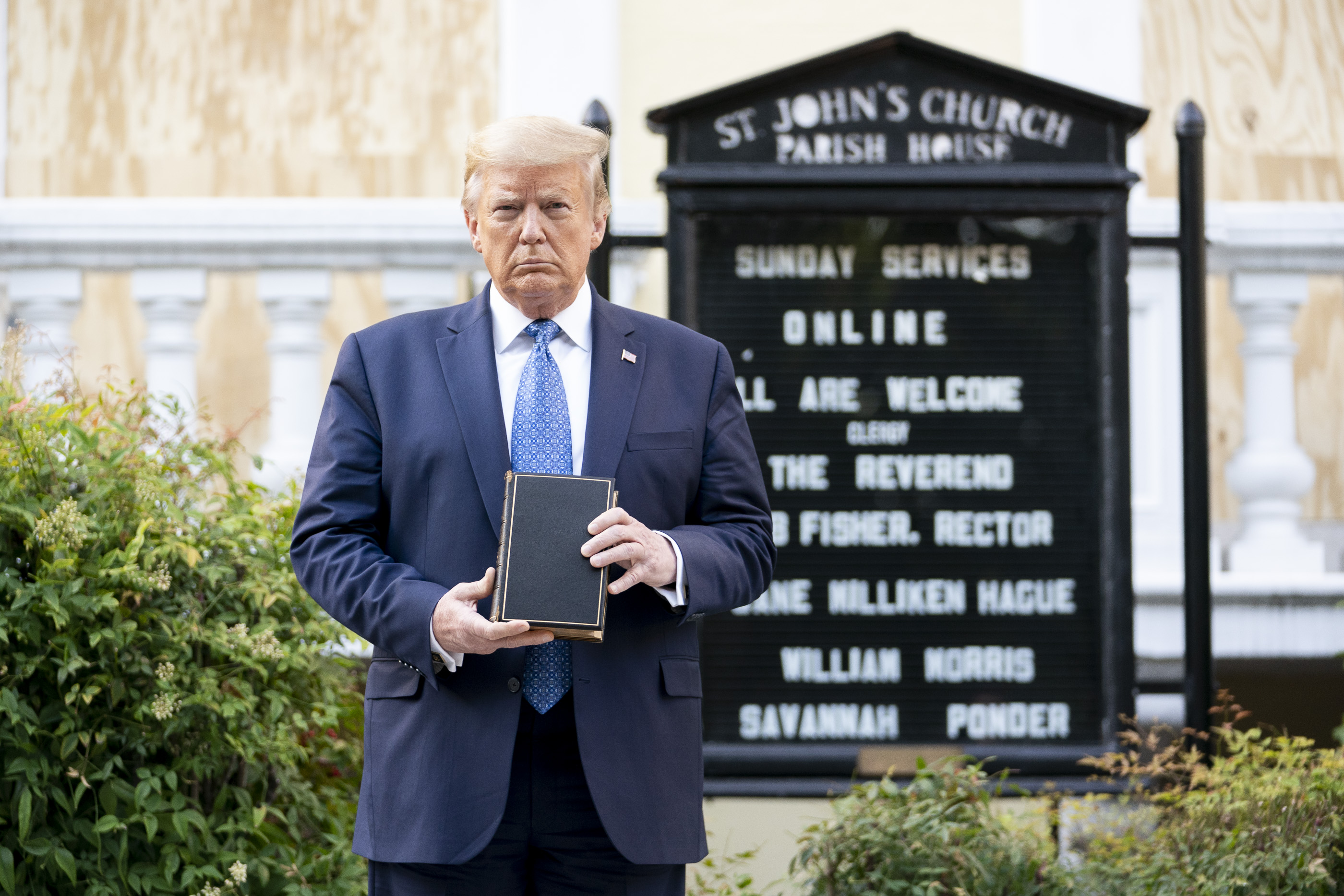
Präsident Trump vor St. John’s, nach der gewaltsamen Räumung des Vorplatzes

Zum Zeitpunkt des 1. Juni 2020 waren in den Vereinigten Staaten fast 20.000 Angehörige der Nationalgarde in insgesamt 23 Bundesstaaten in Einsatzbereitschaft versetzt worden. Zum ersten Mal nach Floyds Tod gab US-Präsident Donald Trump ein Statement ab. Zuvor hatte er mittels Twitter gedroht, unmittelbar auf Brandstifter schießen zu lassen, woraufhin Twitter diesen Tweet mit einer Warnung vor gewalttätigem Inhalt versah. In einer Videokonferenz bezeichnete Trump die US-Gouverneure als „Lachnummern auf der ganzen Welt“, weil sie nicht hart genug durchgreifen würden. Sie müssten „eine übermächtige Vollstreckungspräsenz schaffen, bis die Gewalt bezwungen ist“, andernfalls werde er das US-Militär einsetzen „und das Problem schnell für sie lösen“.
In seiner Rede verurteilte Trump den Tod von Floyd, aber auch die Gewalt auf den Straßen. Für sie machte er „professionelle Anarchisten“ und die „Antifa“ (die er als Terrororganisation einstufte) verantwortlich und verwies kurz auf den zweiten Verfassungszusatz, der den US-Waffenbesitz garantiert. Einige Beobachter sahen darin einen Wink an Trumps rechte Wähler, sich gegen die Protestierenden zu bewaffnen. Er kündigte zudem an, notfalls Militäreinheiten im Inland einzusetzen. Dabei bezog er sich auf den Insurrection Act von 1807 zum Einsatz von Militäreinheiten, falls die Bundesstaaten nicht selbst Sicherheit und Ordnung herstellen können. Nach seiner Rede begab er sich dann vor die nahegelegene Kirche St. John’s Episcopal Church, welche am Tag zuvor durch ein Feuer beschädigt wurde, für einen Fototermin, bei dem er mit der Bibel posierte. Der Weg dorthin war, zusammen mit der friedlichen Demonstration vor dem Weißen Haus, durch Militärpolizisten unter Tränengaseinsatz geräumt worden. Später distanzierten sich sowohl Verteidigungsminister Mark Esper, als auch Generalstabschef Mark Milley von dem Fototermin, sowie den Forderungen nach einem Militäreinsatz im Inland. Esper betonte, die USA befänden sich nicht in einer Situation, die das Eingreifen des Militärs notwendig mache.

### 2. Juni 2020

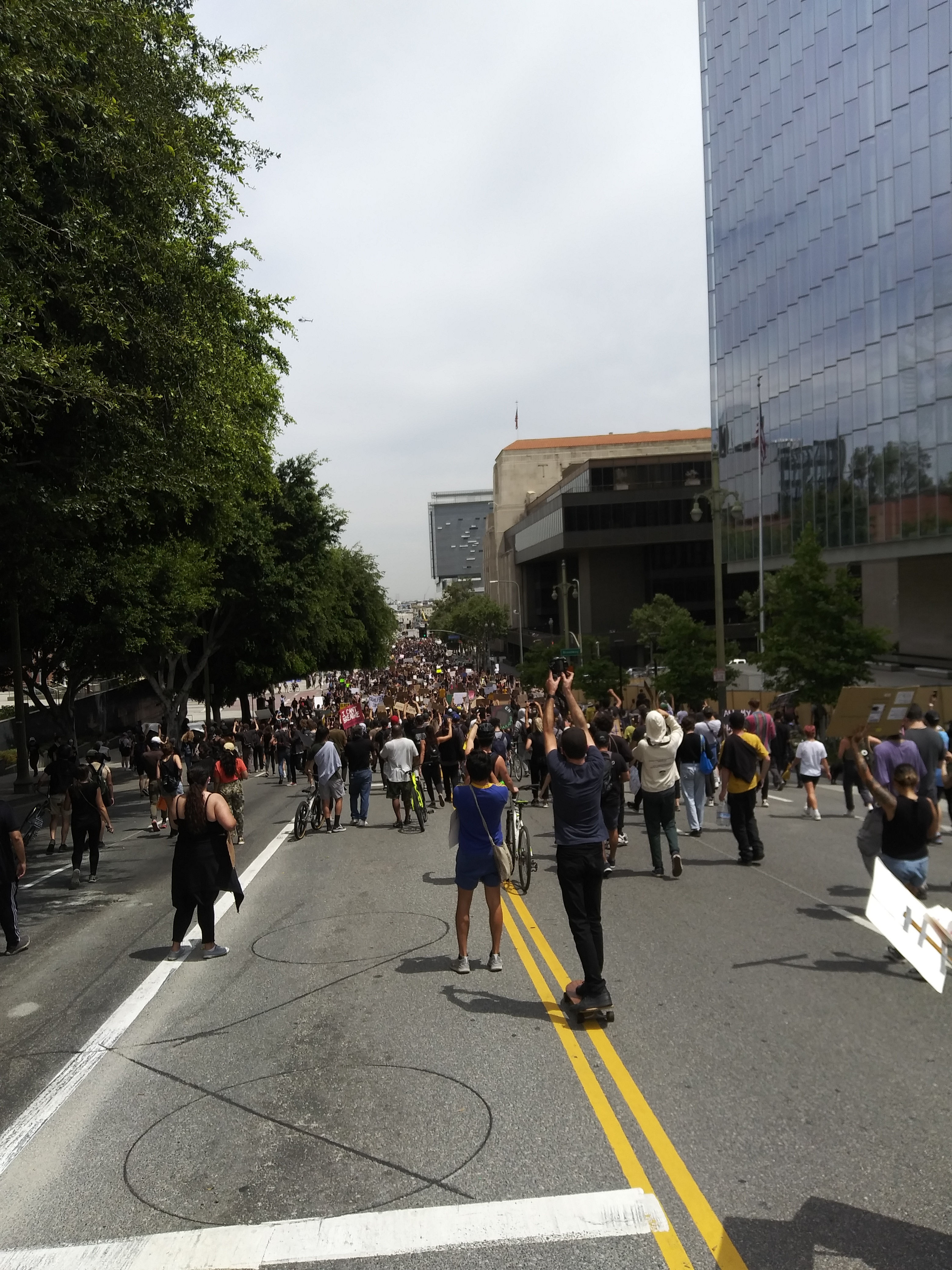
Demonstration in Downtown Los Angeles, Blick die 1st Street hinunter

Am 2. Juni 2020 fanden in zahlreichen Städten in allen Bundesstaaten Proteste statt. In der New Yorker Bronx wurde mehrere Geschäfte geplündert. Im Zuge dessen wurden in St. Louis in Missouri laut der dortigen Polizei vier Einsatzkräfte durch Schusswaffen verletzt. Ein 21-jähriger Demonstrant in Indianapolis, Indiana, wurde von einer Reizgasladung der Polizei im Gesicht getroffen und verlor dabei ein Auge.
Virtuell wurde eine internationale Protestaktion ins Leben gerufen. Dabei posteten Internetnutzer schwarze Bilder mit Hashtags wie #blacklivesmatter oder #blackouttuesday.
In Washington D.C. schwebte ein Militärhelikopter der Nationalgarde im Tiefflug über einer Menschenmenge, mutmaßlich, um diese auseinanderzutreiben. Der zuständige Kommandeur und Verteidigungsminister Esper kündigten daraufhin eine Untersuchung des Vorfalls an.

### 3. – 8. Juni 2020
Ein Zentrum der Proteste war Washington D.C. Gleichzeitig wurde in George Floyds Geburtsort Fayetteville in North Carolina ein zweiter Gedenkgottesdienst abgehalten. Der Gouverneur von North Carolina hatte zu Ehren von George Floyd Trauerbeflaggung angeordnet. Das Weiße Haus war zusätzlich befestigt worden. Am 4. Juni lief die nächtliche Ausgangssperre in Washington D.C. aus. Die Proteste fanden nicht nur in großen Städten statt, sondern erreichten auch amerikanische Kleinstädte.
In der Hauptstadt Washington, D.C. wurde eine Straße weithin sichtbar mit dem Schriftzug „Black Lives Matter“ bemalt und der Platz vor dem Weißen Haus in Black Lives Matter Plaza umbenannt.
In Seattle wurde nach Abzug der Polizei die Capitol Hill Autonomous Zone („CHAZ“) zu einem autonomen Gebiet erklärt.
Einige (ehemals) führende Politiker der Republikanischen Partei, darunter der Ex-Außenminister Colin Powell, Trumps Ex-Verteidigungsminister James N. Mattis, George W. Bush und der republikanische Senator Mitt Romney distanzierten sich mittlerweile von Donald Trump und seiner erneuten Präsidentschaftskandidatur. Romney nahm auch an den Demonstrationen am Sonntag, dem 7. Juni mit einer christlichen Gruppe von etwa 1000 Personen teil.

## Ausschreitungen
Die Proteste wurden von gewaltsamen Ausschreitungen begleitet. Allein in den Zwillingsstädten Minneapolis und St. Paul wurden rund 500 Geschäfte Ziel von Attacken, mehrere Dutzend Gebäude wurden in Brand gesetzt und brannten aus. Auch in vielen anderen US-Metropolen wie New York, Los Angeles, Atlanta, Miami und Dallas kam es zu Gewalt und Plünderungen von Geschäften. In Los Angeles wurden 2.700 Menschen festgenommen sowie 66 Streifenwagen beschädigt, sieben davon wurden in Brand gesetzt. An mehreren Orten wurden zudem Personen wegen des Werfens oder des Besitzes von Molotow-Cocktails festgenommen. Nach Einschätzung der Anderson Economic Group beläuft sich der Schaden durch die Unruhen vom 29. Mai bis 3. Juni in den 20 größten US-Metropolregionen auf mindestens 400 Millionen Dollar. Es handelt sich damit um den zweithöchsten Schaden durch gewaltsame Ausschreitungen in der US-Geschichte, mehr Kosten verursachten nur die Unruhen in Los Angeles 1992.

## Rolle der Polizei

### Angriffe auf die Presse
Pressevertreter wurden während der Proteste an mehreren Orten in den USA an ihrer Arbeit gehindert, teilweise auch festgenommen oder das Ziel unmittelbaren Zwangs. Laut der britischen Tageszeitung The Guardian kam es zwischen dem 26. Mai und dem 2. Juni zu 148 Fällen, in denen Medienvertreter verhaftet oder von Polizisten angegriffen wurden, zudem berichtet das Medium über mehr als 300 Verstöße gegen die in den USA verfassungsrechtlich geschützte Pressefreiheit. Mehrere Journalisten wurden durch Gummigeschosse, Schlagstöcke oder Schilde verletzt, teilweise während Live-Berichterstattungen. Reporter ohne Grenzen kritisiert, dass die freie Arbeit der Presse sowohl von der Polizei als auch von gewaltbereiten Demonstranten gestört wurde. In den meisten Fällen ginge die Gewalt dabei von Polizisten aus. Christian Mihr von Reporter ohne Grenzen sieht die Gewalt als eine direkte Folge der feindseligen Rhetorik des US-Präsidenten Trump gegen die Presse. Auch äußerten verschiedene Staaten diplomatische Kritik an dem Vorgehen der US-Polizei, unter anderem der deutsche Außenminister Heiko Maas.
So wurde etwa der CNN-Journalist Omar Jimenez und sein Kamerateam während einer Liveübertragung im Rahmen einer Demonstration in Minneapolis am Morgen des 29. Mai verhaftet, obwohl sie sich gegenüber der Polizei als Mitglieder der Presse ausgewiesen hatten. Nach etwa einer Stunde wurden sie wieder entlassen. Am Abend desselben Tages wurde ein Kamerateam bei der Berichterstattung über Proteste in Louisville von einem Polizisten gezielt mit einer Nichttödlichen Waffe (mutmaßlich Pepperballs) beschossen. Ebenso wurde die Fotografin Linda Tirado in Minneapolis von einem Gummigeschoss am Auge getroffen und erblindete daraufhin einseitig. Am 1. Juni wurde ein Reporterteam eines australischen Nachrichtensenders von Polizisten angegriffen. Premierminister Scott Morrison wies die australische Botschaft in den USA an, den Fall zu untersuchen. Auch zwei Teams der Deutschen Welle wurden von der Polizei angegriffen, woraufhin sich Bundesaußenminister Heiko Maas besorgt zeigte und ebenfalls eine Untersuchung einforderte.
Auf der von der Freedom of the Press Foundation (FPF) und dem Komitee zum Schutz von Journalisten (CPJ) betriebenen Website pressfreedomtracker.us sind im Rahmen der Proteste bisher (Stand 2. Juni) 34 Angriffe auf Journalisten und fünf Verhaftungen von Journalisten dokumentiert. Laut einem Sprecher der FPF kam es am Wochenende von 29. bis 31. Mai zu über 100 Übergriffen auf Journalisten. Carlos Martinez de la Serna vom CPJ sieht in der Militarisierung der Polizei eine Ursache für deren gewalttätige Vorgehensweise.

### Zwischenfälle
Zahlreiche Teilnehmer der landesweiten Proteste berichteten von Übergriffen seitens der Einsatzkräfte. Amnesty International dokumentierte für den Mai und Juni 2020 „vielfache und schwere Menschenrechtsverletzungen gegen Protestierende der Black-Lives-Matter-Bewegung, Rettungspersonal, Medienschaffende sowie Rechtsbeobachterinnen und Rechtsbeobachter“ durch die Polizei in den USA. In landesweit 13 Städten habe es mindestens sechs Vorfälle gegeben, bei denen Sicherheitskräfte Schlagstöcke einsetzten, und 13 Fälle, in denen Schaumstoff- oder Gummigeschosse abgefeuert wurden. Die Menschenrechtsorganisation kritisierte in zahlreichen Fällen den unnötigen Einsatz von Tränengas und Pfefferspray als Mittel erster Wahl, um große Gruppen friedlicher Protestierender aufzulösen: 89 Fälle gezielten Einsatzes von Tränengas in den Städten von 34 Bundesstaaten, und 21 Fälle rechtswidrigen Einsatzes von Pfefferspray in 15 Bundesstaaten und in Washington, D.C.
Ein Video aus Buffalo zeigt wie der 75-jährige Martin Gugino während einer Ausgangssperre auf eine Gruppe Polizisten zugeht, von diesen zurückgeschubst wird, das Gleichgewicht verliert und mit dem Kopf auf dem Boden aufschlägt. Gugino blieb mit einer offensichtlichen Kopfverletzung bewusstlos am Boden liegen, während sich Polizisten ohne Hilfe zu leisten neben ihm fortbewegten. Er wurde kurze Zeit später von einem Polizeisanitäter versorgt. Anschließend wurde er auf die Intensivstation eines Krankenhauses eingeliefert. Zwei Polizeibeamte wurden nach dem Vorfall suspendiert. US-Präsident Donald Trump verbreitete zu dem Fall Verschwörungstheorien auf Twitter.
Am 30. und 31. Mai 2020 zerstachen Polizisten und Beamte der Minnesota State Patrol die Reifen von geparkten Autos in Minneapolis an zwei verschiedenen Orten. Viele der Autos gehörten Journalisten.
In Brooklyn, New York City, fuhren zwei Streifenwagen in eine Menschenmenge.
Am 2. Juni 2020 wurde der unbewaffnete Sean Monterrosa in Vallejo, Kalifornien aus einem Polizeiauto heraus erschossen. Er kniete, während er seine Hände über dem Kopf erhoben hatte. Die Polizei war wegen einer Plünderung gerufen worden.
Andererseits wurden im ganzen Land auch Solidaritätsbekundungen durch Polizeibeamte mit den Protesten vermeldet.

### Einsatz von Bundesbeamten
Angesichts von gewaltsamen Ausschreitungen setzt das Department of Homeland Security (DHS) vorgeblich zum Schutz von Bundeseinrichtungen eigene Beamte ein, die nicht den Polizeibehörden der Städte oder Bundesstaaten unterstehen. Es handelt sich dabei um Angehörige der Border Patrol Tactical Unit, einer Spezialeinheit zur Bekämpfung organisierter Kriminalität der United States Customs and Border Protection. Am 12. Juli 2020 setzten DHS-Beamte vor dem Mark O. Hatfield Federal Courthouse in Portland Tränengas ein. Nachdem der 26-jährige Donavan LaBella einen Tränengas-Behälter zurückgetreten hatte, wurde er von einem durch einen Bundesbeamte abgefeuerten Geschoss getroffen und schwer im Gesicht verletzt. Der Bürgermeister von Portland Ted Wheeler kritisierte den Vorfall und äußerte die Befürchtung, dass dieser zu einer Eskalation der Situation beitragen könne. Den Einsatz der Bundesbeamten sieht er als „Angriff auf die Demokratie“ an. Wheeler erklärte zudem, dass er in seiner Stadt Hilfe von Bundesbeamten weder brauche noch wolle.
Für Kritik sorgten auch das Vorgehen von Bundesbeamten in Tarnanzügen, die Personen auf der Straße festnahmen und in Zivilfahrzeugen abtransportierten. Die demokratische Vorsitzende des Repräsentantenhauses, Nancy Pelosi, nannte dieses Vorgehen „Entführungen“. Das DHS bestätigte, dass Personen auf diese Weise in Gewahrsam genommen worden seien und bezeichnete diese als Tatverdächtige von Körperverletzung und Beschädigung von Bundeseigentum. US-Senator Jeff Merkley kritisierte das Vorgehen und erklärte, dass es eine Praxis autoritärerer Regierungen sei, Zivilfahrzeuge gegen ehemalige Demonstranten einzusetzen. Die Bürgerrechtsorganisation ACLU kündigte eine Klage gegen die Maßnahmen an. Ellen Rosenblum, Attorney General von Oregon, fordert ein Verbot dieses Einsatzes und reichte Klage bei einem Bundesgericht ein. Beobachter vermuten eine bewusste Eskalation im Vorfeld der Präsidentschaftswahl in den Vereinigten Staaten 2020.

## Todesfälle
In Zusammenhang mit den Demonstrationen und Unruhen nach dem Tod George Floyd kamen mehrere Menschen ums Leben. Die Todesopfer waren dabei Demonstranten, Polizisten sowie mutmaßliche Plünderer.

### Mai 2020
27. Mai
- Während der Plünderung eines Geschäfts in Minneapolis wurde ein Mann namens Calvin Horton Jr. erschossen. Die Polizei nahm als Tatverdächtigen einen 58-jährigen Ladenbesitzer fest. Nach Polizeiangaben soll der Ladenbesitzer Horton den Plünderern zugerechnet und ihn deshalb erschossen haben.[107]

28. Mai
- In Minneapolis wurde ein Pfandhaus in Brand gesetzt. Knapp zwei Monate später wurde in der Ruine des Gebäudes nach einem Hinweis eine Leiche mit Brandverletzungen aufgefunden.[108]

29. Mai
- In Detroit wurde ein Mann in der Nähe einer Demonstration in seinem Pkw erschossen.[109]
- In Oakland wurde der zum Schutz eines Bundesgerichts abgestellte Bundespolizist David Patrick Underwood aus einem Pkw heraus erschossen sowie ein Kollege des Opfers durch Schüsse verletzt.[110] Als Tatverdächtigen nahm die Polizei Steven Carrillo fest, den sie der Boogaloo-Bewegung zurechnet.[111] Das US-Heimatschutzministerium stufte den Angriff als Fall von inländischem Terrorismus ein.[112]

30. Mai
- In St. Louis starb ein Mann, nachdem er vom Anhänger eines FedEx-Lastwagens überfahren worden war, dessen Fahrer laut Polizei vor einem Mob geflohen war.[113]
- In Omaha wurde der 22-jährige Demonstrant James Scurlock vor einer Bar erschossen.[114] Ihr Besitzer hatte sich mit einer Gruppe von Demonstranten auseinandergesetzt und gab schließlich mehrere Schüsse ab, von denen einer Scurlock im Schlüsselbein traf und ihn tötete. Zwei Tage später gaben die Behörden bekannt, dass gegen den Barbesitzer keine Anklage erhoben werde, da er aus Selbstverteidigung geschossen habe.[115] Am 3. Juni beschlossen die Behörden, diese Entscheidung von einer Grand Jury prüfen zu lassen.

31. Mai
- In Kansas City wurde der 50-jährige Marvin Francois von Räubern erschossen, als er seinen Sohn von einem Protest abholen wollte.[116]
- In Riverside wurde der 22-jährige Myqwon Blanchard während Plünderungen in einem Einkaufszentrum von einem unbekannten Schützen erschossen.[117]
- In Chicago wird der 32-jährige John Tiggs während Plünderungen erschossen.[118]

### Juni 2020
1. Juni
- In Louisville wurde der örtliche Gastronom David McAtee bei einem Schusswechsel von der Polizei getötet. Polizeichef Steve Conrad wurde noch am gleichen Tag entlassen, da die beteiligten Beamten keine Körperkameras trugen oder diese nicht aktiviert hatten.[119][120][121][122] Am 2. Juni erklärte die Polizei, dass Videoaufnahmen einer Überwachungskamera belegen, dass McAtee eine Pistole abgefeuert hatte. Ob diese Schüsse der Polizei galten, bleibt Bestandteil der laufenden Untersuchungen.
- In Indianapolis wurde der 18-jährige Dorian Murell nach einem Protest erschossen. Als Schütze stellte sich anschließend der 29-jährige Tyler Newby. Newby gab an, nach einer Konversation über einen gefundenen Tränengas-Behälter habe sich eine körperliche Auseinandersetzung entwickelt, in deren Verlauf er zu Boden geworfen worden sei und sich anschließend mit seiner Schusswaffe verteidigt habe. Begleiter des Getöteten bestreiten eine körperliche Auseinandersetzung.[123]
- In Davenport wurden zwei Personen bei Unruhen und Protesten durch Schüsse getötet. Die 22-jährige Italia Marie Kelly wurde beim Verlassen eines Protests erschossen.[124] Der 23-jährige Marquis M. Tousant wurde bei Schüssen auf ein Zivilfahrzeug der Polizei, bei denen auch ein Polizeibeamter verwundet wurde, tödlich getroffen.[125]
- In Cicero, einem Vorort von Chicago, wurden bei Unruhen zwei Menschen erschossen: Der 28-jährige Jose Gutierrez sowie der 27-jährige Victor Cazares.[126][127]
- In Las Vegas erschoss die Polizei einen Mann namens Jorge Gomez, der inmitten von Demonstranten nach einer Waffe gegriffen haben soll.[128] Bei einem anderen Vorfall in der Stadt wurde der Polizeibeamte Shay Mikalonis durch Schüsse lebensgefährlich verletzt, als er mit anderen Polizisten versuchte Verdächtige festzunehmen. Mikalonis ist seit dem Vorfall vom Nacken abwärts gelähmt.[129]

2. Juni
- In Philadelphia wurde ein Plünderer bei dem Versuch, in ein Waffengeschäft einzubrechen, von dessen Eigentümer erschossen.[130]
- Der 22-jährige Sean Monterrosa wurde während Unruhen in Vallejo erschossen, weil Polizisten den von ihm mitgeführten Hammer für eine Schusswaffe hielten.[131]

- Der ehemalige Polizist David Dorn wurde in St. Louis erschossen, als er versuchte, das Pfandhaus eines Bekannten vor Plünderern zu schützen.[132]

3. Juni
- Bei einem Protest auf einer Autobahn im Bereich der Gemeinde Bakersfield wurde der 50-jährige Robert Forbes von einem PKW erfasst und tödlich verletzt. Augenzeugen berichteten, dass das Auto zuvor beschleunigt habe und kritisieren die polizeiliche Untersuchung des Vorfalls.[133]

27. Juni
- In Louisville wurde der 27-jährige Tyler Gerth bei einem Protest im Jefferson-Square-Park von einem anderen Demonstranten erschossen. Der tatverdächtige Demonstrant hatte vor Ort gezeltet, war bei den anderen Demonstranten für sein aufbrausendes Verhalten bekannt und ist wegen Straftaten in Zusammenhang mit Unruhen vorbestraft.[134]

### Juli 2020
4. Juli
- Die 24-jährige Summer Taylor wurde bei einem Protest auf einem Autobahnabschnitt nahe Seattle von einem Pkw erfasst und starb kurze Zeit später an ihren Verletzungen. Der 32-jährige Diaz Love wurde bei dem Vorfall ebenfalls erfasst und schwer verletzt. Die Polizei identifizierte den 27-jährigen Afroamerikaner Dawit Kelete als Tatverdächtigen. Der Anwalt von Kelete charakterisierte das Geschehen als Unfall.[135][136][137][138]
- In Atlanta gaben Unbekannte Schüsse auf einen Pkw ab, als dieser versuchte Barrikaden zu umfahren, die in der Nähe des Todesortes von Rayshard Brooks auf die Straße gestellt worden waren. Die achtjährige Secoriea Turner wird tödlich getroffen.[139]

25. Juli
- Der 28-jährige Garrett Foster wird bei einem Protest in Austin aus einem Auto heraus erschossen. Der Autofahrer fuhr zuvor in die Demonstration. Foster trug bei seinem Tod eine Schusswaffe bei sich, was in Texas erlaubt ist.[140]

## Gesellschaftlicher Kontext

### Rassismusdiskussion

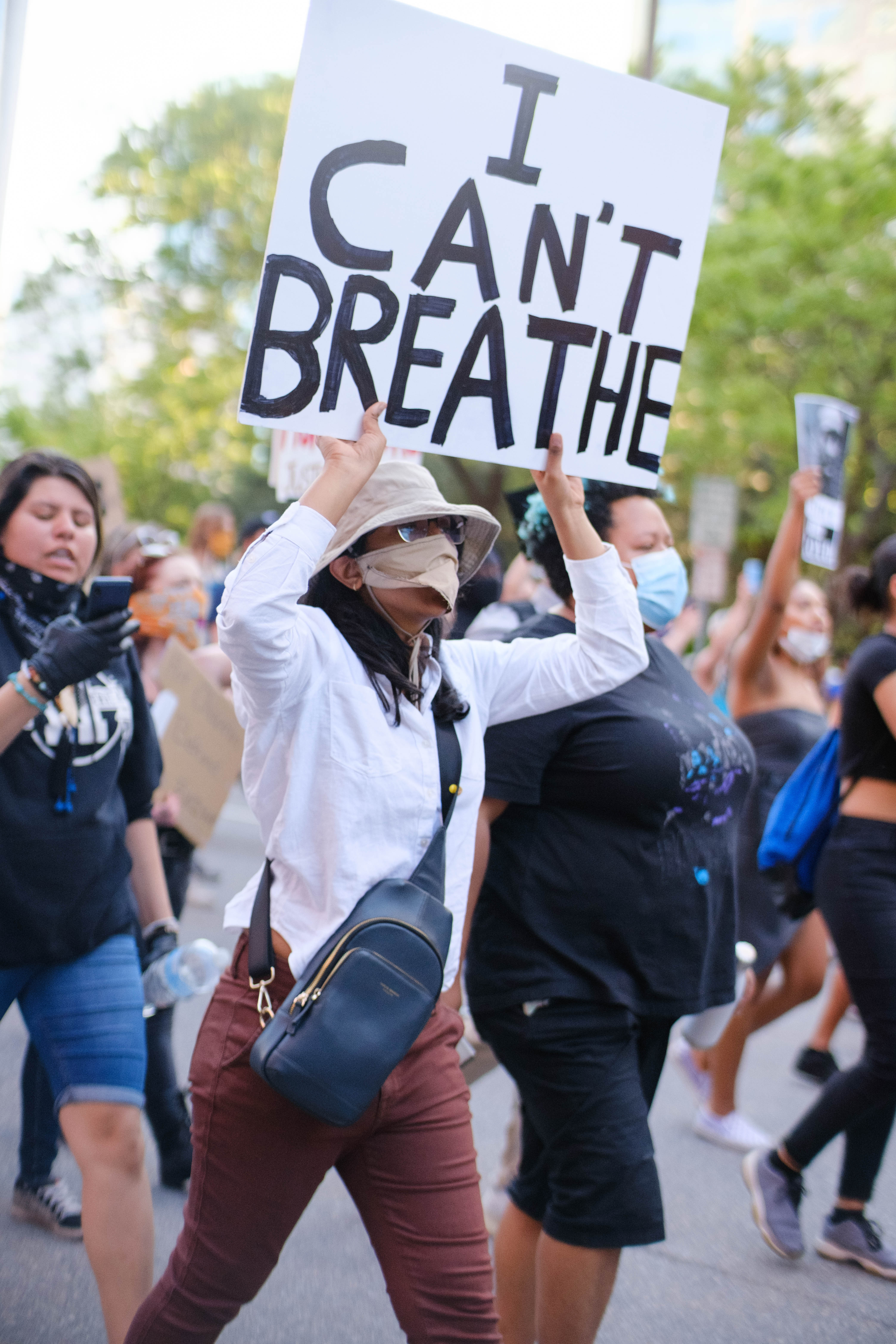
Demonstranten mit dem Slogan I can’t breathe

Floyds flehende Worte „Ich kann nicht atmen“ (“I can’t breathe”) wurden zum Kampfruf und Slogan der Demonstranten. Das RND weist darauf hin, dass die Worte wohl auch das Lebensgefühl vieler schwarzer Amerikaner ausdrücken würden. Der Fall verstärkte den Rassismussvorwurf gegen die Polizei, da er in eine Reihe mit anderen umstrittenen Polizeieinsätzen stand, bei denen Schwarze Amerikaner getötet wurden. Die bekanntesten darunter waren Michael Brown, Tamir Race, Philando Castile, Freddy Grey und Breonna Taylor. Laut Frankfurter Rundschau sterben rund 1000 Angehörige von Minderheiten pro Jahr durch Polizeigewalt in den USA. In den meisten Fällen seien keine Videoaufzeichnungen vorhanden und „höchst selten“ würden Polizisten juristisch belangt.

### Situation der USA
Die Proteste ereignen sich in einer für die Vereinigten Staaten schwierigen politischen, gesellschaftlichen und wirtschaftlichen Situation. Seit Februar/März 2020 sind die USA schwer von der COVID-19-Pandemie betroffen, an der mehr als 100.000 Menschen im Land starben. Die Pandemie löste eine Wirtschaftskrise aus. Mehr als 40 Millionen Amerikaner meldeten sich arbeitslos. Minderheiten sind in den USA von der COVID-19-Krise besonders hart betroffen. Durch das Zusammenspiel von Hautfarbe und sozioökonomischer Benachteiligung sind in diesen Bevölkerungsgruppen überdurchschnittlich viele Menschen erkrankt. Niedrige Einkommen, dadurch mangelhafter Zugang zu medizinischer Versorgung und beengte Wohnquartiere trugen zur Ausbreitung bei. Viele Afroamerikaner waren ökonomisch dazu gezwungen, trotz der COVID-19-Pandemie zur Arbeit zu gehen. Der Kolumnist Adam Serwer beschrieb im Atlantic Magazine die vorhersehbaren Bilder der Statistiken als Teil des „Rassenvertrags“ in Amerika. Serwer spricht von einer „Ergänzung zum Sozialvertrag“. In Amerika habe man sich insgeheim darauf geeinigt, dass die afroamerikanische Minderheit nicht im selben Maß an der Gesellschaft Teil habe wie die weiße Mehrheit. Zuerst habe Präsident Trump das Virus vollkommen ignoriert, dann habe er sich als Krisenmanager inszenieren wollen und nun sei klar, dass in der Hauptsache die ärmere und schwärzere Bevölkerung betroffen sei.
Beobachter sehen die „Law-and-Order“-Ankündigungen und Polarisierung durch Präsident Donald Trump im Zusammenhang mit den im November stattfindenden Präsidentschaftswahlen. Trumps Management in der COVID-19-Krise habe seine Aussichten auf eine zweite Amtszeit Umfragen zufolge nicht erhöht. So versuche er sich nun als hart durchgreifender Präsident bei seinen Wählerschichten zu profilieren.
Im Jacobin sahen Antonia Darder und Bill Fletcher Jr die Proteste als eine Folge von „Dr King’s unrealized dream“, d. h. einer nach wie vor existierenden Diskriminierungen basierend auf Hautfarbe (race) und sozialer Klasse, von denen insbesondere Afroamerikaner, aber auch Latinos und weitere ethnische Minderheiten ebenso wie die Arbeiterklasse betroffen seien. Darder und Fletcher betonen bezugnehmend auf Martin Luther King die Gemeinsamkeiten, die all diese von Diskriminierung betroffenen Gruppen teilten, und sahen die Situation als „historischen Moment“, um durch nationale und internationale Kampagnen und „strategische Einigkeit“ echte soziale und materielle Veränderungen zu bewirken.

## Diskutierte Folgen der Proteste

### Gefahr einer COVID-19-Verbreitung

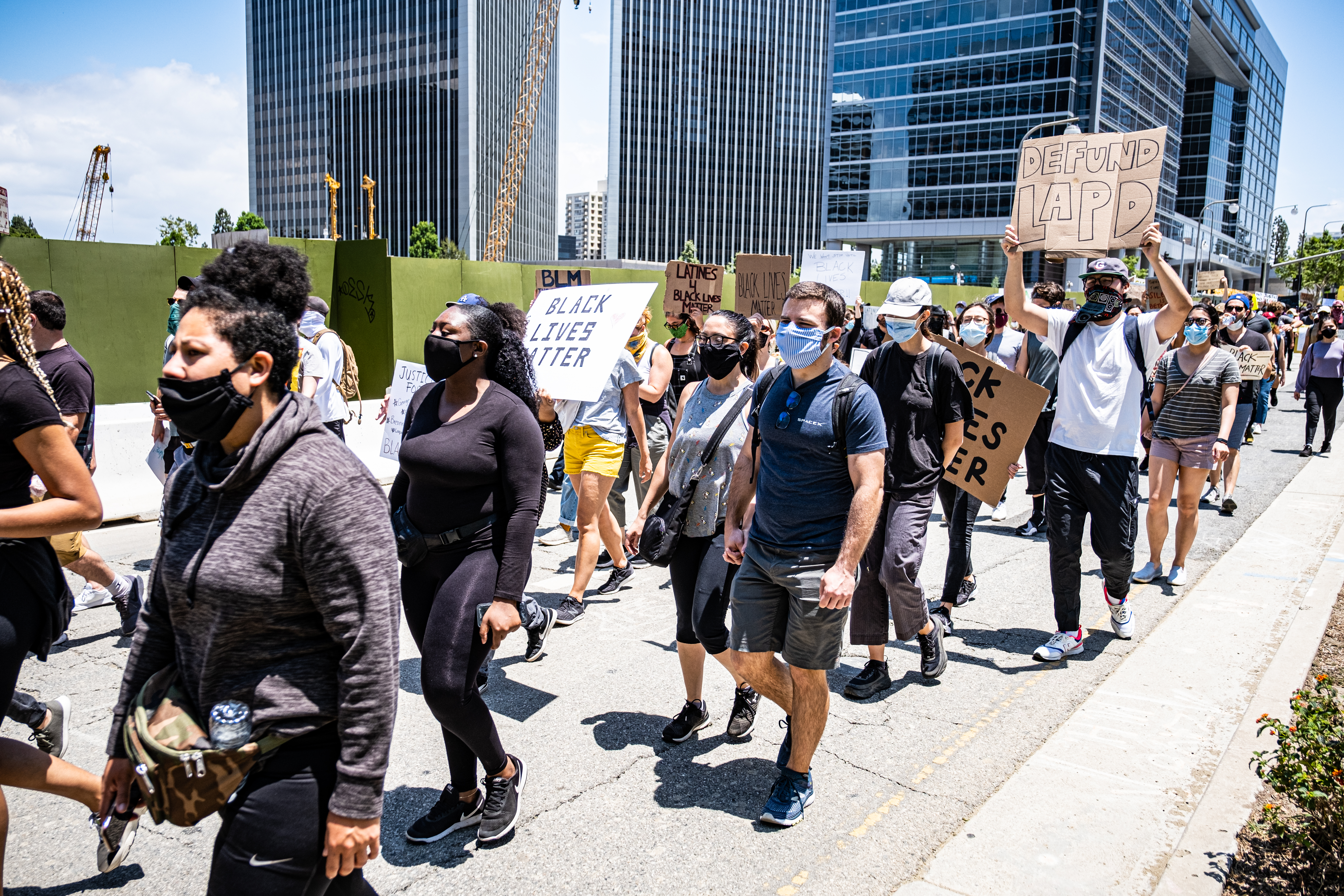
Demonstranten mit Gesichtsmasken und räumlicher Distanzierung in Los Angeles am 6. Juni 2020.

Gesundheitsexperten und Autoritätspersonen der öffentlichen Gesundheit sowie von US-Bundesstaaten und Städten warnen, dass die Massenproteste eine schnellere Ausbreitung oder Wiederanstieg der SARS-CoV-2-Infektionen verursachen könnten. Bei einer späteren Untersuchung der Infektionszahlen und der Orte mit Protesten konnte kein statistischer Zusammenhang festgestellt werden.

### Starker Anstieg des Schusswaffenhandels
Im Juni 2020 und Juli 2020 stieg der Schusswaffenhandel in den USA gegenüber den gleichen Monaten des Vorjahres um 147 % (Juni) bzw. 136 % (Juli) an. Gegenüber Mai 2020 stiegen die Schusswaffenverkäufe im Juni 2020 um 36 % an. Im Juni 2020 wurden in den USA 2,74 Millionen Schusswaffen und im Juli 2,62 Millionen Schusswaffen verkauft.

## Falschmeldungen und Desinformation
In den sozialen Medien kursierten zahlreiche Falschmeldungen über die Proteste; so wurde behauptet, dass ein Aktivist bei Ausschreitungen in Oregon ein Handbuch für Proteste gegen rassistische Polizeigewalt, The Antifa Manual, verloren habe. Aus den Papieren gehe hervor, dass die Randale geplant gewesen seien und von dem Milliardär George Soros finanziert würden. Von den aktuellen Protesten stand in dem Papier allerdings nichts, stattdessen ist die Rede davon, eine „Neue Weltordnung“ bzw. „Weltregierung“ aufzubauen. Die Antifa solle während der kommenden 100 Jahre nach und nach die Macht übernehmen, man werde Medien unterwandern und eine „Operation Wahrheit“ beginnen. Dieses an das antisemitische Pamphlet der Protokolle der Weisen von Zion angelehnte angebliche Handbuch, das zahlreiche rechtsextreme Verschwörungsbehauptungen vereint, ist offenkundig eine Fälschung, da es bereits Monate zuvor im Netz kursierte und Nutzer auf Reddit bereits 2019 darüber diskutiert hatten. Auch Fake-Konten waren im Einsatz, die sich als Antifa-Gruppen ausgaben. Zudem tauchte die (von US-Faktencheckern widerlegte) Behauptung auf, man könne bei einer Agentur Demonstranten anheuern.
Auch von ausländischer Seite wurden die Proteste propagandistisch genutzt. Hu Xijin, Chefredakteur der staatlichen chinesischen Tageszeitung Global Times, verbreitete in den sozialen Medien etwa das Gerücht, dass Aktivisten der Hongkonger Demokratiebewegung hinter der Gewalt auf den US-Straßen steckten. Bezug nehmend auf das Tian’anmen-Massaker schrieb er nach der Entsendung des Militärs in den USA und nach dortigen Schüssen der Polizei auf Twitter: „Die USA beweisen, wie wichtig es war, dass China 1989 die Ordnung wieder hergestellt hat.“ Er tat kund, damals sei die Ordnung in China viel stärker geschädigt gewesen als heute in den USA. Dies wird von der dpa als Reaktion darauf eingestuft, dass sich US-Außenminister Mike Pompeo in Washington mit Überlebenden des Massakers getroffen hatte.

## Reaktionen im Ausland
Der Umgang mit den Protesten führte zu Kritik im Ausland. Weltweit fanden trotz der Einschränkungen durch die Maßnahmen wegen der COVID-19-Pandemie Proteste statt. Während der gewaltsame Tod George Floyds den Anlass bildete, standen diese Demonstrationen vor allem unter den Mottos Black Lives Matter und No Justice No Peace und richteten sich gegen Rassismus, Polizeigewalt und in mehreren Ländern wie im Vereinigten Königreich und Belgien gegen die nicht aufgearbeitete eigenen kolonialen Geschichte. Es wurde beispielsweise in Berlin, London, Kopenhagen, Paris und São Paulo demonstriert. Vielfach kam es dabei zu ikonoklastischen Handlungen gegen umstrittene Denkmäler zu Ehren von historischen Persönlichkeiten, die mit Sklaverei und Kolonialismus in Verbindung gebracht werden.

### Deutschland

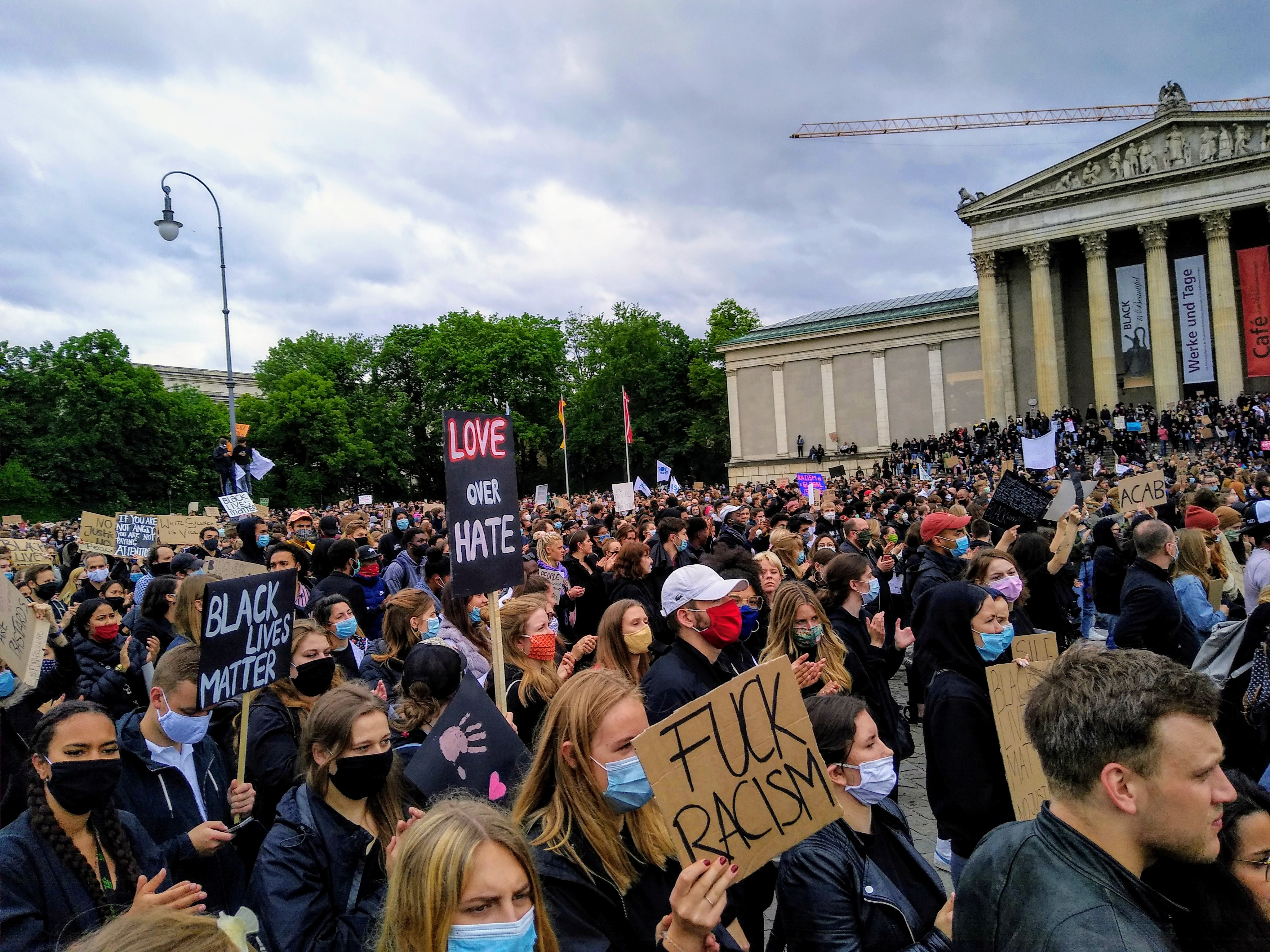
25.000 Menschen demonstrieren am 6. Juni 2020 auf dem Münchner Königsplatz

Am 6. Juni 2020 demonstrierten auch in vielen deutschen Städten Menschen gegen Rassismus, in München nach Polizeiangaben bis zu 25.000, in Berlin etwa 15.000 Menschen. Am 7. Juni 2020 gab es erneut viele Demonstrationen gegen Rassismus und Gewalt weltweit und auch in mehreren deutschen Städten. In Hamburg kamen bei zwei Demonstrationen bis zu 14.000 Menschen zusammen. In Düsseldorf nahmen rund 20.000 Teilnehmer an den Demonstrationen teil. In Leipzig demonstrierten etwa 15.000 Menschen.
Bundeskanzlerin Angela Merkel äußerte bei Was nun, …?, der Tod des Afroamerikaners George Floyd sei „etwas ganz, ganz Schreckliches“. Rassismus sei etwas Schreckliches; es habe ihn zu allen Zeiten gegeben, „aber leider gibt es ihn auch bei uns.“ Ferner meinte sie: „Und jetzt kehren wir mal vor unserer eigenen Haustür und hoffen, dass auch in den Vereinigten Staaten sich genug Menschen finden, die einfach friedliche Demonstrationen voran bringen.“
Kritik an den „aktuellen Demonstrationen gegen Rassismus und Polizeigewalt“ äußerte der baden-württembergische Demografiebeauftragte Thaddäus Kunzmann. Kunzmann schrieb im Juni 2020 über seinen privaten Facebook-Account dazu, dass es in Deutschland kein Problem mit Polizeigewalt gebe und George Floyd ein „Gewaltverbrecher“ gewesen sei. Dies führte zu vielfacher Kritik an Kunzmann und Rücktrittsforderungen.

### Österreich

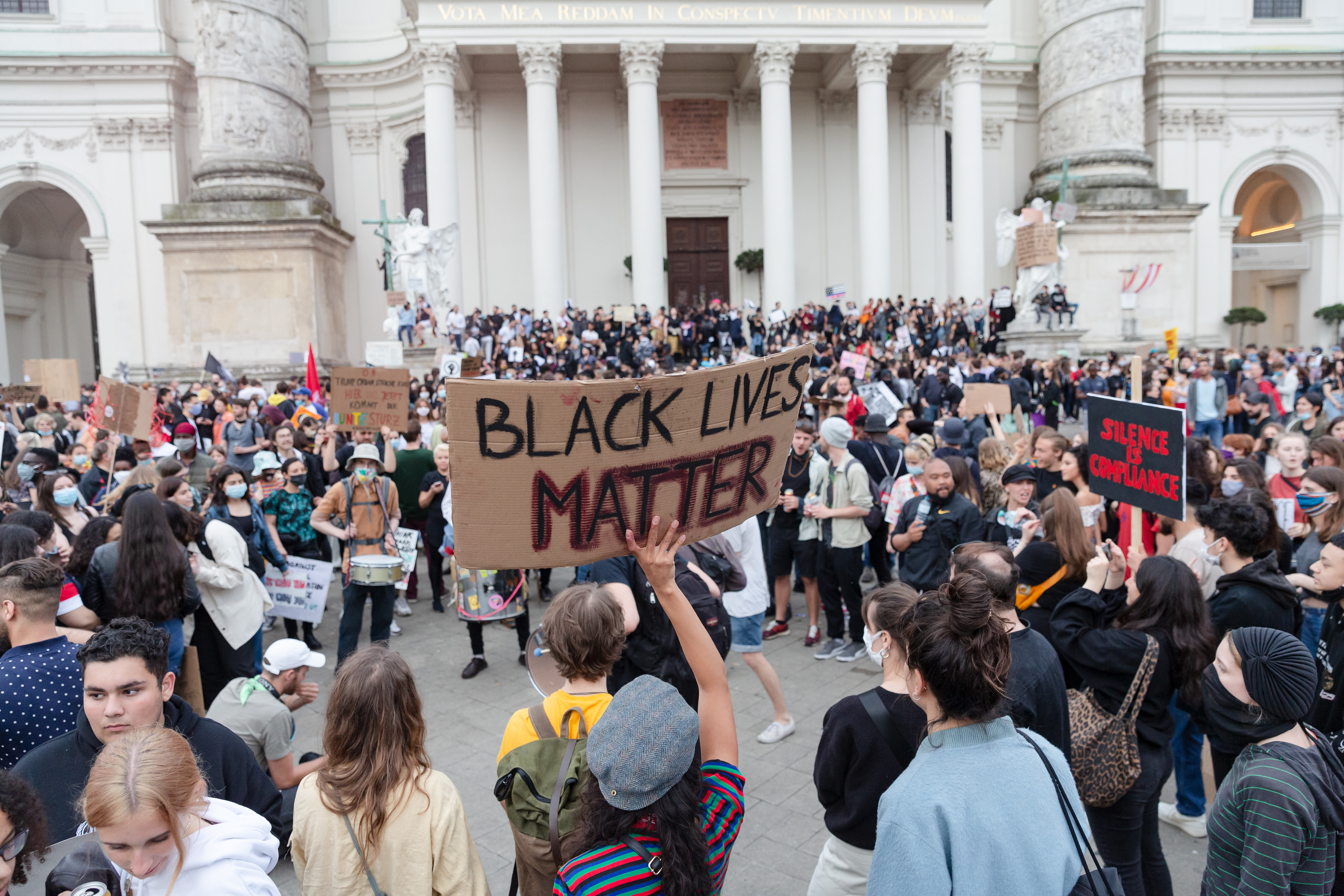
Black Lives Matter Vienna, 4. Juni 2020

In Wien protestierten am 4. Juni 2020 rund 50.000 Menschen bei der Demonstration Black Lives Matter Vienna gegen Rassismus und Polizeigewalt. Hierbei handelte es sich laut Presseberichten um eine der größten Demonstrationen der vergangenen Jahre in Wien. Am Folgetag beteiligten sich erneut etwa 9.000 Teilnehmer an einem Protest vor der US-Botschaft in Wien. Weitere Demonstrationen in Graz, Innsbruck und Klagenfurt wurden von mehreren Tausend Menschen besucht.

### Weitere europäische Länder

#### Belgien
In Antwerpen entfernten die Behörden aufgrund der Demonstrationen und Proteste die Statue des früheren Königs Leopold II. Wegen der brutalen belgischen Kolonialherrschaft im Kongo im 19. und 20. Jahrhundert ist das Andenken an den damaligen Monarchen seit Langem umstritten, jedoch hielt und hält sich das Narrativ des vermeintlichen Philanthropen Leopold, der die Zivilisation nach Afrika brachte, hartnäckig. Von Anbeginn der Proteste waren in Belgien mehrere Statuen und Büsten von Leopold II. beschmiert worden. Belgische Politiker forderten, dass das Königliches Museum für Zentral-Afrika bei Brüssel der düsteren Kolonialgeschichte stärker betont. Wie mit dem kolonialgeschichtlichen Erbe umgegangen werden sollte, wird erstmals gesamtgesellschaftlich diskutiert. Die Petition „Réparons l'Histoire“ (Reparieren wir die Geschichte) verlangt, sämtliche Leopold-II.-Denkmäler in Belgien zu entfernen. Eine Petition, die speziell auf die Entfernung der in Brüssel befindlichen Statuen eingeht, konnte in kürzester Zeit 50.000 Unterschriften sammeln. Eine Petition, die die Entfernung der Leopold-II.-Büste der Universität Mons forderte, war bereits erfolgreich. Eine Gegenpetition der Verbände „Union royale belgo-africaine“ (Königlicher Verband Belgisch-Afrika) und „Mémoires du Congo“ (Erinnerungen Kongos) brandmarkte die Aktionen gegen Leopold II. als „Zerstörung der Nation“ und die Zahl von 10 Millionen Toten als „Fake News“, die von englischsprachigen Historikern in die Welt gesetzt wurde; siehe: Kongogräuel. Die Bildungsverantwortlichen haben beschlossen, dass die Kolonialzeit zukünftig Teil des Geschichtsunterrichts sein werde.

#### Frankreich
In Frankreich kam es zu großen Protesten, die unter anderem darauf zurückgeführt werden, dass Polizeigewalt in Frankreich ebenfalls ein Problem ist. Zudem werfen Aktivisten der französischen Polizei ebenfalls strukturellen Rassismus, Schikane von Minderheiten und Gewalt vor. Zudem riefen die Proteste den Fall Adama Traoré wieder in Erinnerung, der 2016 in Polizeigewahrsam ums Leben kam.
Zudem wurde infolge der Berichterstattung ein Fall bekannt, bei dem ein Mann unter ähnlichen Umständen wie George Floyd starb. Demnach wurde Cédric Chouviat nach seiner Verhaftung von mehreren Polizisten zu Boden gedrückt und äußerte dabei sieben Mal binnen kurzer Zeit, dass er ersticken würde. Chouviat erlitt bei seiner Verhaftung einen Herzinfarkt und verstarb zwei Tage später im Krankenhaus. Eine Autopsie ergab, dass er erstickt sei, nachdem er einen Kehlkopfbruch erlitten hatte.

#### Italien
In Mailand wurde im Juni 2020 die Statue des Journalisten Indro Montanelli beschmiert.

#### Niederlande
In Amsterdam demonstrierten etwa 10.000 Menschen.

#### Vereinigtes Königreich
In London demonstrierten am 6. Juni 2020 Tausende. Die Polizei nahm 29 Menschen fest.
In Bristol demonstrierten etwa 10.000 Menschen am 7. Juni 2020. Zwölf von ihnen stürzten eine Statue des Sklavenhändlers Edward Colston und warfen sie ins Hafenbecken. Die politischen Reaktionen hierzu waren kontrovers. Premierminister Boris Johnson bezeichnete die Gewaltakte als einen „Verrat“ an den von den Demonstranten propagierten Zielen, während zum Beispiel der Bürgermeister von Bristol kundtat, er empfände die Entfernung der Statue nicht als Verlust. Bürgermeister Marvin Rees hat jamaikanische Wurzeln und begründete sein Statement: „Als gewählter Politiker kann ich Sachbeschädigung und Unruhen wie diese nicht unterstützen“. Doch die Statue eines Sklavenhändlers mitten in der Stadt sei für ihn niemals etwas anderes als ein „persönlicher Affront“ gewesen. Die britische Innenministerin Priti Patel wiederum nannte in Sky News die Aktion „zutiefst schändlich“, „Vandalismus“ und einen „völlig inakzeptablen Akt“.
In Oxford forderten Demonstranten die Entfernung der Statue von Cecil Rhodes.

### Außerhalb Europas

#### Kanada
In Ottawa demonstrierten Tausende am Gebäude des kanadischen Parlaments auf dem Parliament Hill. Premierminister Justin Trudeau nahm daran teil und kniete vor den Demonstranten minutenlang schweigend nieder.

#### Reaktionen Chinas, Hongkongs und Irans
Die Volksrepublik China warf den USA eine Doppelmoral vor, nachdem diese zuvor mehrfach den harten Umgang Chinas mit den seit 2019 anwährenden Massenprotesten in Hongkong kritisiert hatten und die systematischen Menschenrechtsverletzungen im Land angeprangert hatten. Nun seien die USA ebenfalls von Unruhen betroffen und Trump trete für ein striktes Vorgehen gegen die Proteste ein bis hin zu einem Inlandseinsatz des Militärs. Ähnlich äußerte sich Carrie Lam, die als Peking-treu geltende Regierungschefin der Sonderverwaltungszone Hongkong, wo es seit mehreren Jahren immer wieder zu Protesten und gewalttätigen Auseinandersetzungen zwischen Demonstranten und der Polizei gekommen war. Der Sprecher des chinesischen Außenministeriums, Zhao Lijian, betonte zunächst, die aktuelle Situation demonstriere „die Ernsthaftigkeit der Rassendiskriminierung und der gewaltsamen Strafverfolgung durch die Polizei und die Dringlichkeit für die USA, das anzugehen.“ Doch dann stellte er die Frage: „Warum bezeichnen die USA diese schwarz gekleideten Aufrührer und Befürworter der Unabhängigkeit Hongkongs als ‚Helden‘ und ‚Vorkämpfer‘, aber bezeichnen die eigenen Leute, die gegen Rassendiskriminierung vorgehen, als Schläger?“
Ein ähnliches argumentatives Vorgehen in Form einer Retourkutsche konnte auch von der Regierung des Iran beobachtet werden, die zuvor ebenfalls mehrfach von den USA wegen Menschenrechtsverbrechen und ihres Umgangs mit Protestanten kritisiert wurde.
Einige Kommentatoren sehen in diesen Äußerungen Chinas und des Irans den Versuch, vom autoritären Umgang mit der eigenen Bevölkerung abzulenken. Neben dem Iran äußerten sich auch der syrische Parlamentsabgeordnete Fares Schebabi und der türkische Präsident Recep Tayyip Erdoğan entsprechend. Thomas Seibert schrieb in der Augsburger Allgemeinen: „Bürgerrechte und Demokratie – das fordern die USA gerne von den Staaten in Nahost. Doch nun können diese den Spieß umdrehen und Amerika als Heuchler an den Pranger stellen.“